# The Calling: Celebrating Sarah Vaughan
The Calling: Celebrating Sarah Vaughan è un album del 2001 di Dianne Reeves registrato in tributo a Sarah Vaughan che ha raggiunto l'ottava posizione nella classifica Jazz Albums ed ha vinto il Grammy Award for Best Jazz Vocal Album.

## Tracce
1. Lullaby of Birdland
2. Send in the Clowns
3. Speak Low
4. Obsession
5. If You Could See Me Now
6. I Remember Sarah
7. Key Largo
8. I Hadn't Anyone Till You
9. Fascinating Rhythm
10. Embraceable You
11. A Chamada (The Call)
12. Misty (brano musicale) solo per il Giappone